# Набэсима Наосага
Набэсима Наосага (яп. 鍋島 直賢, 17 июля 1834 — 18 октября 1859) — японский даймё периода Эдо, 12-й правитель княжества Касима (1840—1848).

## Биография
Родился в замке Сага как двадцать восьмой сын Набэсимы Наринао, 10-го даймё Саги. Мать, наложница Ити из рода Исии. В 1839 году его двоюродный брат Набэсима Наохару, 11-й даймё Касимы, умер, и в 1840 году Наосага унаследовал княжество как приёмный сын Наохару. Княжество страдало от стихийных бедствий, таких как наводнения, и испытывало финансовые трудности из-за расходов, понесённых при ликвидации последствий. По этой причине его брат Набэсима Наомаса, 11-й даймё Саги, вмешался в управление княжеством, и в 1848 году Наосага был вынужден уйти в отставку по приказу Наомасы, а его приемником стал приёмный сын Набэсима Наоёси, третий сын Набэсимы Наонаги.
После этого Наосага некоторое время лечился в резиденции на горе Ханаока, где умер 18 октября 1859 года в возрасте 25 лет.